# Origen de las fábulas
Del origen de las fábulas es un ensayo publicado en 1684 por el pensador y filósofo francés Bernard Le Bovier de Fontenelle.
Fontenelle aplica, en El origen de las fábulas, el método comparativo de la religión para atribuir a la ignorancia de los primeros hombres, que debían recurrir a las divinidades superiores para explicar los hechos de los que ellos desconocían la causa, su creencia en lo sobrenatural.
La fábula nació en Oriente, concretamente en la India, con un afán didáctico o de enseñanza para educar a los hijos de los nobles e infundir en ellos valores y virtudes que les ayudaran a convertirse en gobernantes. Debido a su intención, brevedad y fácil comprensión, estos relatos se difundieron por Oriente y llegaron a Europa gracias a viajeros navegantes. En Grecia fue Esopo quien retoma el género y crea sus fábulas en medio del intenso ambiente cultural griego. En Roma, Horacio y Fedro se inspiraron en Esopo para escribir sus textos morales. Posteriormente, en la Edad Media y el Renacimiento, los cruzados difundieron las nuevas fábulas de Oriente aprendidas en los lugares donde combatían.
Así es como la fábula fue evolucionando y enriqueciéndose hasta nuestros días para continuar con el propósito principal con el que fueron creadas: moralizar.
El Panchatantra es una colección de fábulas en prosa y verso, escrita en Sánscrito y compuesta después del siglo III a. C. y cuya autoría se atribuye, con cierta incertidumbre, a Vishnú Sharma.
Según la historia que se cuenta en el Hitopadesha (siglo VII), el rey Sudarshana, preocupado por la educación de sus jóvenes príncipes, le encarga la enseñanza de la moral a un bráhmana (sacerdote) llamado Viṣṇu Śarman (quien es considerado el autor del Pañcha tantra).
El texto consiste en la ilustración antropomórfica de los cinco principios más importantes del rāja nīti (ciencia política) a través de los animales. Los cinco principios ilustrados son:
▪ Mitra bheda (como dividir a la familia)
▪ Mitra lābha (cómo ganar amigos)
▪ Suhrid bheda (disensión con la amada)
▪ Vigraha (separación)
▪ Sandhi (unión)
- Datos: Q2916846